# Lord George Bentinck
Lord William George Frederick Cavendish-Scott-Bentinck, meglio conosciuto come Lord George Bentinck (27 febbraio 1802 – 21 settembre 1848), è stato un politico britannico.
Membro conservatore della Camera dei comuni, combatté ardentemente, ma senza successo, la proposta avanzata da Robert Peel di consentire la libera importazione di grano nel 1845. Lord Bentinck aveva una passione per le corse e aveva una magnifica scuderia.
C'è una sua statua in Cavendish Square, nel quartiere Marylebone di Londra.

## Biografia
Lord George Bentinck era il secondo figlio sopravvissuto di William Bentinck, IV duca di Portland (1768-1854) e nipote del generale Lord William Cavendish-Bentinck. Divenne maggiore nell'esercito britannico, poi entrò nel servizio civile e divenne segretario privato di George Canning e dal 1828 membro della Camera dei Comuni per Lyme Regis, che rappresentò per 20 anni fino alla sua morte.
Rimase quasi inosservato per 15 anni fino a quando, per rancore nei confronti di Arthur Wellesley, I duca di Wellington, e Sir Robert Peel, a cui non poteva perdonare l'ostilità mostrata a suo zio Canning, guidò il cosiddetto Partito Conservatore con Disraeli. Ma ha sostenuto, in contraddizione con gli Alti Tories, l'emancipazione cattolica e il Reform Bill, ha parlato anche per l'emancipazione degli ebrei e per la remunerazione del clero cattolico in Irlanda da parte dello Stato.
Bentinck era un abile oratore, allo stesso tempo un vero sportivo. Nel 1838 il suo cavallo Grey Momus vinse la Guinea 2000. Morì improvvisamente il 21 settembre 1848. Rimase celibe e senza figli. Gli è stato eretto un monumento in Cavendish Square nel 1851. Benjamin Disraeli (1852) ha descritto la sua vita.

## Ascendenza
|                                                        |             |                                                   | Genitori                                           |  |  | Nonni |  |  | Bisnonni                              |  |  | Trisnonni                          |  |
|                                                        |             |                                                   |                                                    |  |  |       |  |  | William Bentinck, II duca di Portland |  |  | Henry Bentinck, I duca di Portland |  |
|                                                        |             |                                                   |                                                    |  |  |       |  |  | William Bentinck, II duca di Portland |  |  | Henry Bentinck, I duca di Portland |  |
|                                                        |             | lady Elizabeth Noel                               |                                                    |  |  |       |  |  | William Bentinck, II duca di Portland |  |  |                                    |  |
| William Henry Cavendish-Bentinck, III duca di Portland |             |                                                   |                                                    |  |  |       |  |  | William Bentinck, II duca di Portland |  |  |                                    |  |
|                                                        |             | lady Margaret Cavendish Harley                    | Edward Harley, II conte di Oxford e conte Mortimer |  |  |       |  |  |                                       |  |  |                                    |  |
|                                                        |             | lady Margaret Cavendish Harley                    | Edward Harley, II conte di Oxford e conte Mortimer |  |  |       |  |  |                                       |  |  |                                    |  |
|                                                        |             | lady Margaret Cavendish Harley                    | lady Henrietta Cavendish Holles                    |  |  |       |  |  |                                       |  |  |                                    |  |
| William Bentinck, IV duca di Portland                  |             | lady Margaret Cavendish Harley                    |                                                    |  |  |       |  |  |                                       |  |  |                                    |  |
|                                                        |             | William Cavendish, IV duca di Devonshire          | William Cavendish, III duca di Devonshire          |  |  |       |  |  |                                       |  |  |                                    |  |
|                                                        |             | William Cavendish, IV duca di Devonshire          | William Cavendish, III duca di Devonshire          |  |  |       |  |  |                                       |  |  |                                    |  |
|                                                        |             | William Cavendish, IV duca di Devonshire          | Catherine Hoskins                                  |  |  |       |  |  |                                       |  |  |                                    |  |
| lady Dorothy Cavendish                                 |             | William Cavendish, IV duca di Devonshire          |                                                    |  |  |       |  |  |                                       |  |  |                                    |  |
|                                                        |             | Charlotte Elizabeth Boyle, marchesa di Hartington | Richard Boyle, III conte di Burlington             |  |  |       |  |  |                                       |  |  |                                    |  |
|                                                        |             | Charlotte Elizabeth Boyle, marchesa di Hartington | Richard Boyle, III conte di Burlington             |  |  |       |  |  |                                       |  |  |                                    |  |
|                                                        |             | Charlotte Elizabeth Boyle, marchesa di Hartington | lady Dorothy Savile                                |  |  |       |  |  |                                       |  |  |                                    |  |
| lord George Bentinck                                   |             | Charlotte Elizabeth Boyle, marchesa di Hartington |                                                    |  |  |       |  |  |                                       |  |  |                                    |  |
|                                                        | David Scott | David Scott                                       |                                                    |  |  |       |  |  |                                       |  |  |                                    |  |
|                                                        | David Scott | David Scott                                       |                                                    |  |  |       |  |  |                                       |  |  |                                    |  |
|                                                        | David Scott | Elizabeth Ellis                                   |                                                    |  |  |       |  |  |                                       |  |  |                                    |  |
| John Scott                                             | David Scott |                                                   |                                                    |  |  |       |  |  |                                       |  |  |                                    |  |
|                                                        |             | Lucy Gordon                                       | sir Robert Gordon, III baronetto                   |  |  |       |  |  |                                       |  |  |                                    |  |
|                                                        |             | Lucy Gordon                                       | sir Robert Gordon, III baronetto                   |  |  |       |  |  |                                       |  |  |                                    |  |
|                                                        |             | Lucy Gordon                                       | Elizabeth Dunbar                                   |  |  |       |  |  |                                       |  |  |                                    |  |
| Henrietta Scott                                        |             | Lucy Gordon                                       |                                                    |  |  |       |  |  |                                       |  |  |                                    |  |
|                                                        |             | Robert Dundas, lord Arniston                      | Robert Dundas, lord Arniston                       |  |  |       |  |  |                                       |  |  |                                    |  |
|                                                        |             | Robert Dundas, lord Arniston                      | Robert Dundas, lord Arniston                       |  |  |       |  |  |                                       |  |  |                                    |  |
|                                                        |             | Robert Dundas, lord Arniston                      | Elizabeth Watson                                   |  |  |       |  |  |                                       |  |  |                                    |  |
| Margaret Dundas                                        |             | Robert Dundas, lord Arniston                      |                                                    |  |  |       |  |  |                                       |  |  |                                    |  |
|                                                        |             | Henrietta Carmichael                              | sir James Carmichael                               |  |  |       |  |  |                                       |  |  |                                    |  |
|                                                        |             | Henrietta Carmichael                              | sir James Carmichael                               |  |  |       |  |  |                                       |  |  |                                    |  |
|                                                        |             | Henrietta Carmichael                              | Margaret Baillie                                   |  |  |       |  |  |                                       |  |  |                                    |  |
|                                                        |             | Henrietta Carmichael                              |                                                    |  |  |       |  |  |                                       |  |  |                                    |  |